# Дождь в чужом городе (фильм)
«Дождь в чужом городе» — советский двухсерийный фильм-мелодрама, снятый 1979 году на киностудии имени Александра Довженко режиссёрами Владимиром Горпенко и Михаилом Резниковичем по сценарию Даниила Гранина. 
Премьера фильма состоялась 5 марта 1980 года на телевидении.

## Сюжет
Инженер Чижегов ездит из Ленинграда по производственным делам в провинциальный город. Здесь он знакомится с разведённой женщиной, и у них завязывается роман. Он не может бросить свою семью, но в то же время и не хочет отпустить Киру, когда она хочет обрести семейное счастье...

## В ролях
- Людмила Зайцева — Кира Петровна
- Геннадий Фролов — Степан Никитич Чижегов
- Николай Пеньков — Аристархов
- Раиса Куркина — Ганна Денисовна, администратор гостиницы
- Валентина Ананьина — Анна Петровна
- Николай Рушковский — Геннадий Алексеевич, главный конструктор
- Людмила Чиншевая —
- Георгий Кишко — Стёпочка
- Людмила Логийко
- Галина Беседина

## Съёмочная группа
- Режиссёры — Владимир Горпенко, Михаил Резникович
- Автор сценария — Даниил Гранин
- Оператор  — Наум Слуцкий
- Композитор — Микаэл Таривердиев
- Художник — Виктор Мигулько